# مینای دائم
مینای دائم(نام علمی: Aster alpinus) نام یک گونه از تیره کاسنیان است.